# Max Seidel (Politiker)
Max Seidel (* 21. Januar 1906 in Breslau; † 21. März 1983 in Fürth) war ein deutscher Politiker (SPD). Er war von 1953 bis 1972 Abgeordneter im Deutschen Bundestag.

## Leben
Seidel besuchte die Volksschule und absolvierte im Anschluss eine Ausbildung zum Schreiner. Er wurde 1922 Mitglied der Sozialistischen Arbeiterjugend (SAJ) in Mittelschlesien und gab seinen Beruf auf, nachdem er 1930 Bezirkssekretär der SAJ wurde. Ab 1924 war er Gewerkschaftsmitglied und gehörte auch der SPD an. Ab 1933 arbeitete Seidel vorerst wieder als Schreiner. Im Jahr 1934 wurde er vor einem Breslauer Sondergericht angeklagt, anschließend befand er sich bis 1939 in Schutzhaft. Zwischen 1940 und 1945 war er als Soldat im Zweiten Weltkrieg und wurde nach Kriegsende in amerikanische Kriegsgefangenschaft genommen, aus der er erst im Juli 1946 wieder entlassen wurde. Bis 1947 arbeitete er wieder als Schreiner in Nürnberg.

## Politik
Seidel wurde 1947 Sekretär der SPD in Fürth und blieb dies bis 1948, im Jahr danach war er Bezirkssekretär in Franken. Von 1950 bis 1953 war er stellvertretender Landesvorsitzender der SPD Bayern. Er war von 1958 bis 1970 Vorsitzender des SPD-Bezirks Franken und von 1965 bis 1970 Vorsitzender des SPD-Parteirates.
Seidel gehörte dem Deutschen Bundestag von 1953 bis 1972 an. Von 1953 bis 1957 und von 1961 bis 1965 war er im Wahlkreis 228 (Nürnberg-Fürth) direkt gewählt worden, in den übrigen Wahlperioden zog er über einen Listenplatz ein. Von 1969 bis zum 4. März 1971 war er stellvertretender Vorsitzender des Ausschusses für innerdeutsche Beziehungen. Vom 15. Juni 1971 bis 1972 war er stellvertretender Vorsitzender des Haushaltsausschusses, dem er sonst in allen Wahlperioden als ordentliches Mitglied angehörte. Außerdem war er von 1953 bis 1969 Mitglied im Ausschuss für gesamtdeutsche und Berliner Fragen und in der zweiten Wahlperiode von 1953 bis Oktober 1955, im Ausschuss zum Schutze der Verfassung.
Sein Nachlass wird vom Archiv der sozialen Demokratie der Friedrich-Ebert-Stiftung in Bonn verwaltet.

## Ehrungen
- 1963: Bayerischer Verdienstorden
- 1972: Großes Verdienstkreuz der Bundesrepublik Deutschland